# Autódromo José Carlos Pace

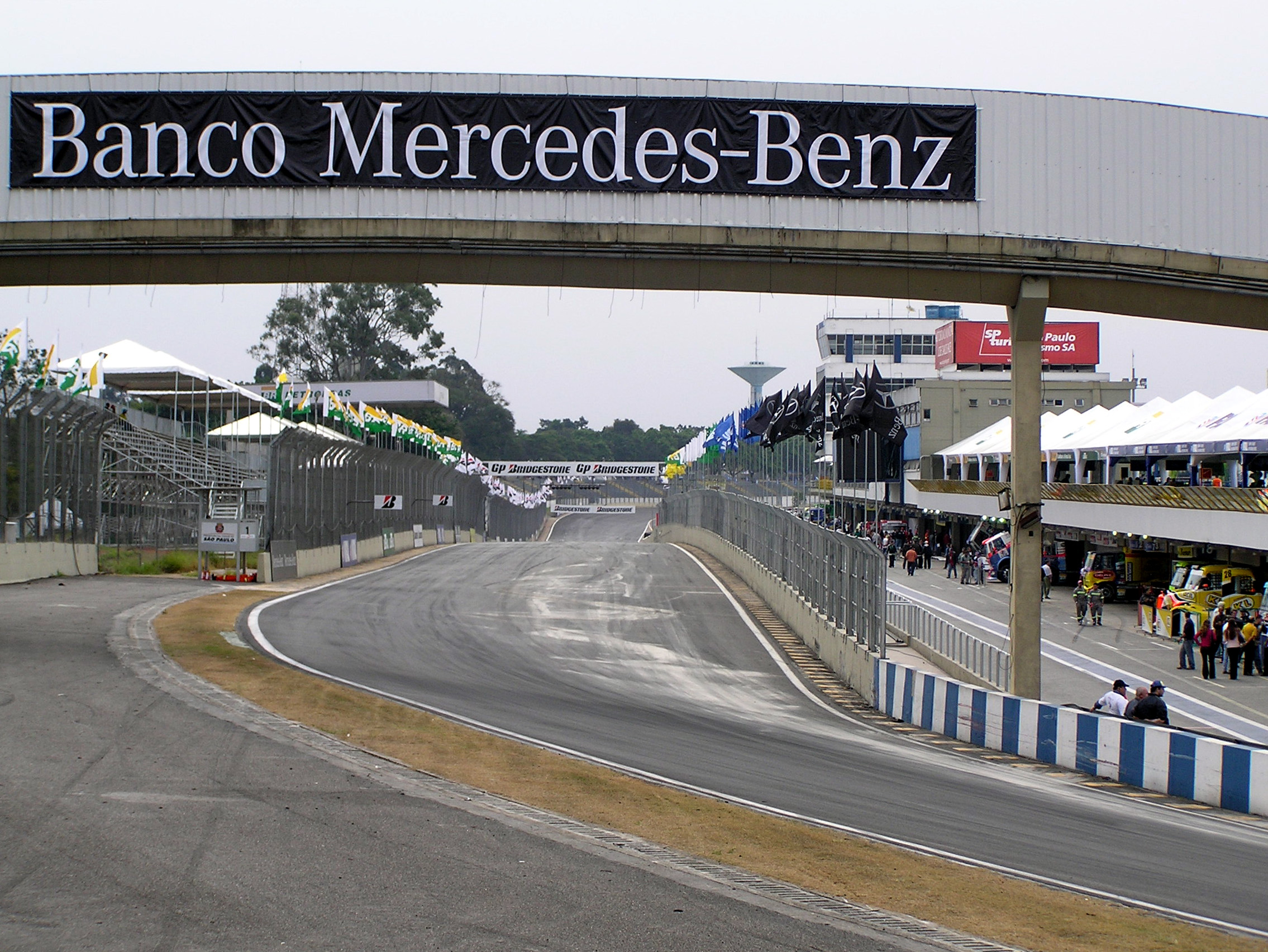
Start-Ziel-Gerade

Das Autódromo José Carlos Pace, auch bekannt als Rennstrecke von Interlagos (portugiesisch für zwischen den Seen), ist eine Motorsport-Rennstrecke in Brasilien. Die Rennstrecke befindet sich ungefähr zwölf Kilometer außerhalb von São Paulos Stadtkern im Stadtbezirk Parelheiros. Das Gebiet wird nach der Rennstrecke auch Interlagos genannt.

## Geschichte

### Entwicklung
1938 als Projekt zur Stadtentwicklung begonnen, wurde der Rennkurs von Interlagos am 12. Mai 1940 eröffnet. Es fanden in den ersten Jahren jedoch eher sporadische Motorrad- und Autorennen statt. Ab den 1950er Jahren erlebte Interlagos eine erste Blütezeit. 1951 wurde das erste 24h-Langstreckenrennen abgehalten. Im Januar 1952 fand der „Grand Prix der Stadt São Paulo“ statt, den Juan Manuel Fangio in einem Ferrari 166 für sich entschied. Wenige Jahre später organisierten Wilson Fittipaldi senior, Vater von Emerson Fittipaldi und Wilson Fittipaldi junior, und Eloy Gagliano dann ein Tausend-Meilen-Rennen in Form der Mil Milhas Brasileiras, die sich in der Folge zu einem festen Bestandteil im brasilianischen Rennkalender entwickelten. Der Militärputsch 1964 traf den brasilianischen Automobilsport jedoch hart; es wurden in der Folge nur wenige Rennen ausgetragen.
Doch ab Ende der 1960er Jahre verfolgten Piero Gancia, Mauro Salles, Präsident des brasilianischen Automobilverbands, und Antonio Scavone, Direktor von TV Globo, den Plan, die Formel 1 in Brasilien zu etablieren. Ab 1968 begann der Ausbau zu einer modernen Strecke und es entstand ein acht Kilometer langer Kurs sowie die erforderliche Infrastruktur für internationale Rennveranstaltungen. 1970 wurde die Piste wiedereröffnet und es wurde das erste internationale Formel-Ford-Turnier in São Paulo ausgetragen, das Lokalmatador Emerson Fittipaldi gewann. 1971 organisierte Scavone ein Formel-2-Rennen. 1972 fand in Interlagos ein „inoffizieller“ Formel-1-Grand-Prix statt, bei dem noch keine Punkte für die Weltmeisterschaft vergeben wurden. 1973 wurde dann der erste reguläre Große Preis von Brasilien in der Formel 1 ausgetragen. Sieger wurde damals Emerson Fittipaldi in einem Lotus, der im Folgejahr seinen Triumph wiederholte. Beim Grand Prix 1977 löste sich aufgrund der sommerlichen Hitze der Asphalt in Kurve 3 und sorgte für ein Ausscheiden zahlreicher Autos. Bernie Ecclestone, der bereits häufig seinen Unmut über São Paulo geäußert hatte, nahm dies nun zum Anlass, den Grand Prix im folgenden Jahr nach Rio de Janeiro zu verlegen.
1979 und 1980 fand der Grand Prix von Brasilien zwar jeweils noch einmal in Interlagos statt, doch es gab zunehmend Proteste aus Sicherheitsgründen. 1980 kam es im unmittelbaren Vorfeld des Rennens beinahe zu einem Fahrerstreik aufgrund der unebenen Strecke, die der britische F1-Kommentator Murray Walker als „schrecklich rumpelig“ beschrieb. Die zu dieser Zeit üblichen Autos mit Ground Effect hatten keine Federung und machten die unebene, wellige Streckenoberfläche von Interlagos zu einer Tortur für die Fahrer. Dazu kam der Aufstieg Nelson Piquets, der aus Rio de Janeiro stammte. Infolgedessen verlor Interlagos 1981 bis 1989 den Formel-1-Grand-Prix von Brasilien an Jacarepaguá. Dadurch sank die Bedeutung von Interlagos stark ab, lediglich die Mil Milhas Brasileiras wurden weiterhin regelmäßig ausgetragen. 1985 fand eine Umbenennung von „Autódromo de Interlagos“ zum heutigen Namen statt, um damit Carlos Pace zu ehren, der 1977 bei einem Flugzeugabsturz umgekommen war.

### Rückkehr der Formel 1 nach Interlagos
Ende der 1980er Jahre weigerte die Stadtverwaltung von Rio de Janeiro sich jedoch, den örtlichen Grand Prix weiterhin zu finanzieren und Formel-1-Promoter Ecclestone drohte mit der Absage des brasilianischen Grand Prix. São Paulo fand sich wiederum zur Austragung bereit; die Rennstrecke von Interlagos wurde nun modernisiert und entsprechend dem gängigen Trend umgebaut und verkürzt. Die geplante neue Streckenführung sorgte für eine Kontroverse zwischen Ecclestone und dem Verantwortlichen Chico Rosa, denn Ecclestone wollte das Außenoval unbedingt verwerfen, um damit eine mögliche Austragung von Indy-Car-Rennen in Interlagos zu vermeiden. Das endgültige Layout mit dem „Senna-S“ kam dann durch einen Kompromissvorschlag des Lokalmatadors Ayrton Senna zustande. Die Infrastruktur (Garagen, Boxen u. ä.) wurde ebenfalls erneuert, wobei man die Boxengasse verlängert und die Ausfahrt nach Kurve 3 verlegt hat. Auch die Einfahrt ist vor der Zielkurve 15 zu finden, nicht wie auf dem Bild. Eine Besonderheit des Streckenumbaus war die teilweise Umkehr der Fahrtrichtung. Der Streckenabschnitt zwischen den heutigen Kurven 2 und 7 wurde bis zur Kürzung in entgegengesetzter Richtung befahren. Auf der jetzt 4,3 Kilometer langen Rennstrecke werden bei Formel-1-Rennen 71 Runden gefahren.
1990 feierte Interlagos seine erneute Premiere und ist seitdem Heimat des brasilianischen Grand Prix.
1992 fand einmalig ein Lauf der Motorrad-Weltmeisterschaft in Interlagos statt. Ab 2004 wurde der Termin des Formel-1-Grand-Prix vom Frühjahr auf den Herbst verschoben. Im Jahr 2007 wurde im Rahmen der Mil Milhas Brasileiras auch die Le Mans Series ausgetragen. Im gleichen Jahr wurden einige erneute Umbauten vorgenommen; vor allem wurde eine neue Streckenoberfläche angelegt, um die Unebenheiten zu glätten. Außerdem wurde die Boxengasse erneuert, um die Sicherheit zu verbessern und eine neue große Tribüne angelegt. Regelmäßig werden Läufe der brasilianischen Truck-Meisterschaften in Interlagos veranstaltet. Zwischen 2012 und 2014 wurden auch die Rennen zur FIA-Langstrecken-Weltmeisterschaft in Interlagos ausgetragen, zudem ist der Rennkurs seit 2014 auch einer von acht jährlichen Austragungsorten der brasilianischen Formel-3-Meisterschaft. Für 2015 erhielt die Strecke eine erneute Neuasphaltierung und die Boxengasse wurde umfangreich renoviert.
Für 2020 wurde das Rennen der Formel-1 aufgrund der COVID-19-Pandemie abgesagt.

## Besondere Anforderungen an die Fahrer
Die Rennen in Interlagos sind für die Fahrer vor allem wegen der hohen Temperaturen und Luftfeuchtigkeit oft eine extreme Belastung. Bei dem tropischen Klima und wegen der Terminierung der Rennen für die Mittagszeit kommt es zudem in fast jedem Rennen zu Niederschlägen, die eine auf einen frühen Reifenwechsel ausgelegte Boxenstopp-Strategie erforderlich machen. Dazu wurden von 1972 bis 1980 die Rennen immer Ende Januar, Anfang Februar ausgetragen, also im Hochsommer der Südhalbkugel. Die Streckenoberfläche von Interlagos ist traditionell relativ uneben, trotz mehrerer Versuche, dieses Problem durch Neuasphaltierung zu beheben. Außerdem ist es einer der wenigen Kurse im Formel-1-Kalender, die entgegen dem Uhrzeigersinn gefahren werden und damit ungewohnte Ansprüche an die Nackenmuskulaturen der Fahrer stellen, insbesondere bei Fahrern der Formel-Wagen mit ihren hohen Querbeschleunigungen.

## Statistik
| Nr. | Jahr | Fahrer                                  | Konstrukteur                            | Motor                                   | Reifen                                  | Zeit                                    | Streckenlänge                           | Runden                                  | Ø-Tempo                                 | Datum                                   | GP von                                  |
| --- | ---- | --------------------------------------- | --------------------------------------- | --------------------------------------- | --------------------------------------- | --------------------------------------- | --------------------------------------- | --------------------------------------- | --------------------------------------- | --------------------------------------- | --------------------------------------- |
| 1   | 1973 | Emerson Fittipaldi                      | Lotus                                   | Ford                                    | G                                       | 1:43:55,600 h                           | 7,960 km                                | 40                                      | 183,822 km/h                            | 11. Februar                             | Brasilien                               |
| 2   | 1974 | Emerson Fittipaldi                      | McLaren                                 | Ford                                    | G                                       | 1:24:37,060 h                           | 7,960 km                                | 32                                      | 180,615 km/h                            | 27. Januar                              | Brasilien                               |
| 3   | 1975 | Carlos Pace                             | Brabham                                 | Ford                                    | G                                       | 1:44:41,170 h                           | 7,960 km                                | 40                                      | 182,488 km/h                            | 26. Januar                              | Brasilien                               |
| 4   | 1976 | Niki Lauda                              | Ferrari                                 | Ferrari                                 | G                                       | 1:45:16,780 h                           | 7,960 km                                | 40                                      | 181,460 km/h                            | 25. Januar                              | Brasilien                               |
| 5   | 1977 | Carlos Reutemann                        | Ferrari                                 | Ferrari                                 | G                                       | 1:45:07,720 h                           | 7,960 km                                | 40                                      | 181,720 km/h                            | 23. Januar                              | Brasilien                               |
|     |      |                                         |                                         |                                         |                                         |                                         |                                         |                                         |                                         |                                         | Brasilien                               |
| 6   | 1979 | Jacques Laffite                         | Ligier                                  | Ford                                    | G                                       | 1:40:09,640 h                           | 7,874 km                                | 40                                      | 188,673 km/h                            | 4. Februar                              | Brasilien                               |
| 7   | 1980 | René Arnoux                             | Renault                                 | Renault                                 | M                                       | 1:40:01,350 h                           | 7,874 km                                | 40                                      | 188,933 km/h                            | 27. Januar                              | Brasilien                               |
|     |      |                                         |                                         |                                         |                                         |                                         |                                         |                                         |                                         |                                         | Brasilien                               |
| 8   | 1990 | Alain Prost                             | Ferrari                                 | Ferrari                                 | G                                       | 1:37:21,258 h                           | 4,325 km                                | 71                                      | 189,252 km/h                            | 25. März                                | Brasilien                               |
| 9   | 1991 | Ayrton Senna                            | McLaren                                 | Honda                                   | G                                       | 1:38:28,128 h                           | 4,325 km                                | 71                                      | 187,110 km/h                            | 24. März                                | Brasilien                               |
| 10  | 1992 | Nigel Mansell                           | Williams                                | Renault                                 | G                                       | 1:36:51,856 h                           | 4,325 km                                | 71                                      | 190,209 km/h                            | 5. April                                | Brasilien                               |
| 11  | 1993 | Ayrton Senna                            | McLaren                                 | Ford                                    | G                                       | 1:51:15,485 h                           | 4,325 km                                | 71                                      | 165,601 km/h                            | 28. März                                | Brasilien                               |
| 12  | 1994 | Michael Schumacher                      | Benetton                                | Ford                                    | G                                       | 1:35:38,759 h                           | 4,325 km                                | 71                                      | 192,632 km/h                            | 27. März                                | Brasilien                               |
| 13  | 1995 | Michael Schumacher                      | Benetton                                | Renault                                 | G                                       | 1:38:34,154 h                           | 4,325 km                                | 71                                      | 186,919 km/h                            | 26. März                                | Brasilien                               |
| 14  | 1996 | Damon Hill                              | Williams                                | Renault                                 | G                                       | 1:49:52,976 h                           | 4,325 km                                | 71                                      | 167,674 km/h                            | 31. März                                | Brasilien                               |
| 15  | 1997 | Jacques Villeneuve                      | Williams                                | Renault                                 | G                                       | 1:36:09,990 h                           | 4,292 km                                | 72                                      | 192,806 km/h                            | 30. März                                | Brasilien                               |
| 16  | 1998 | Mika Häkkinen                           | McLaren                                 | Mercedes                                | B                                       | 1:37:11,747 h                           | 4,292 km                                | 72                                      | 190,764 km/h                            | 29. März                                | Brasilien                               |
| 17  | 1999 | Mika Häkkinen                           | McLaren                                 | Mercedes                                | B                                       | 1:36:03,785 h                           | 4,292 km                                | 72                                      | 193,013 km/h                            | 11. April                               | Brasilien                               |
| 18  | 2000 | Michael Schumacher                      | Ferrari                                 | Ferrari                                 | B                                       | 1:31:35,271 h                           | 4,292 km                                | 71                                      | 199,633 km/h                            | 26. März                                | Brasilien                               |
| 19  | 2001 | David Coulthard                         | McLaren                                 | Mercedes                                | B                                       | 1:39:00,384 h                           | 4,292 km                                | 71                                      | 184,674 km/h                            | 1. April                                | Brasilien                               |
| 20  | 2002 | Michael Schumacher                      | Ferrari                                 | Ferrari                                 | B                                       | 1:31:43,663 h                           | 4,309 km                                | 71                                      | 200,098 km/h                            | 31. März                                | Brasilien                               |
| 21  | 2003 | Giancarlo Fisichella                    | Jordan                                  | Ford                                    | B                                       | 1:31:17,748 h                           | 4,309 km                                | 54                                      | 152,889 km/h                            | 6. April                                | Brasilien                               |
| 22  | 2004 | Juan Pablo Montoya                      | Williams                                | BMW                                     | M                                       | 1:28:01,451 h                           | 4,309 km                                | 71                                      | 208,517 km/h                            | 24. Oktober                             | Brasilien                               |
| 23  | 2005 | Juan Pablo Montoya                      | McLaren                                 | Mercedes                                | M                                       | 1:29:20,574 h                           | 4,309 km                                | 71                                      | 205,439 km/h                            | 25. September                           | Brasilien                               |
| 24  | 2006 | Felipe Massa                            | Ferrari                                 | Ferrari                                 | B                                       | 1:31:53,751 h                           | 4,309 km                                | 71                                      | 199,732 km/h                            | 22. Oktober                             | Brasilien                               |
| 25  | 2007 | Kimi Räikkönen                          | Ferrari                                 | Ferrari                                 | B                                       | 1:28:15,270 h                           | 4,309 km                                | 71                                      | 207,973 km/h                            | 21. Oktober                             | Brasilien                               |
| 26  | 2008 | Felipe Massa                            | Ferrari                                 | Ferrari                                 | B                                       | 1:34:11,435 h                           | 4,309 km                                | 71                                      | 194,866 km/h                            | 2. November                             | Brasilien                               |
| 27  | 2009 | Mark Webber                             | Red Bull                                | Renault                                 | B                                       | 1:32:23,081 h                           | 4,309 km                                | 71                                      | 198,657 km/h                            | 18. Oktober                             | Brasilien                               |
| 28  | 2010 | Sebastian Vettel                        | Red Bull                                | Renault                                 | B                                       | 1:33:11,803 h                           | 4,309 km                                | 71                                      | 196,944 km/h                            | 7. November                             | Brasilien                               |
| 29  | 2011 | Mark Webber                             | Red Bull                                | Renault                                 | P                                       | 1:32:17,464 h                           | 4,309 km                                | 71                                      | 198,877 km/h                            | 27. November                            | Brasilien                               |
| 30  | 2012 | Jenson Button                           | McLaren                                 | Mercedes                                | P                                       | 1:45:22,656 h                           | 4,309 km                                | 71                                      | 174,179 km/h                            | 25. November                            | Brasilien                               |
| 31  | 2013 | Sebastian Vettel                        | Red Bull                                | Renault                                 | P                                       | 1:32:36,300 h                           | 4,309 km                                | 71                                      | 198,222 km/h                            | 24. November                            | Brasilien                               |
| 32  | 2014 | Nico Rosberg                            | Mercedes                                | Mercedes                                | P                                       | 1:30:02,555 h                           | 4,309 km                                | 71                                      | 203,863 km/h                            | 9. November                             | Brasilien                               |
| 33  | 2015 | Nico Rosberg                            | Mercedes                                | Mercedes                                | P                                       | 1:31:09,090 h                           | 4,309 km                                | 71                                      | 201,363 km/h                            | 15. November                            | Brasilien                               |
| 34  | 2016 | Lewis Hamilton                          | Mercedes                                | Mercedes                                | P                                       | 3:01:01,335 h                           | 4,309 km                                | 71                                      | 101,393 km/h                            | 13. November                            | Brasilien                               |
| 35  | 2017 | Sebastian Vettel                        | Ferrari                                 | Ferrari                                 | P                                       | 1:31:26,260 h                           | 4,309 km                                | 71                                      | 200,733 km/h                            | 12. November                            | Brasilien                               |
| 36  | 2018 | Lewis Hamilton                          | Mercedes                                | Mercedes                                | P                                       | 1:27:09,066 h                           | 4,309 km                                | 71                                      | 210,585 km/h                            | 11. November                            | Brasilien                               |
| 37  | 2019 | Max Verstappen                          | Red Bull                                | Honda                                   | P                                       | 1:33:14,678 h                           | 4,309 km                                | 71                                      | 196,843 km/h                            | 17. November                            | Brasilien                               |
| –   | 2020 | abgesagt aufgrund der COVID-19-Pandemie | abgesagt aufgrund der COVID-19-Pandemie | abgesagt aufgrund der COVID-19-Pandemie | abgesagt aufgrund der COVID-19-Pandemie | abgesagt aufgrund der COVID-19-Pandemie | abgesagt aufgrund der COVID-19-Pandemie | abgesagt aufgrund der COVID-19-Pandemie | abgesagt aufgrund der COVID-19-Pandemie | abgesagt aufgrund der COVID-19-Pandemie | abgesagt aufgrund der COVID-19-Pandemie |
| 38  | 2021 | Lewis Hamilton                          | Mercedes                                | Mercedes                                | P                                       | 1:32:22,851 h                           | 4,309 km                                | 71                                      | 198,663 km/h                            | 14. November                            | São Paulo                               |
| 39  | 2022 | George Russell                          | Mercedes                                | Mercedes                                | P                                       | 1:38:34,044 h                           | 4,309 km                                | 71                                      | 186,431 km/h                            | 13. November                            | São Paulo                               |
| 40  | 2023 | Max Verstappen                          | Red Bull                                | Red Bull Powertrains                    | P                                       | 1:56:48,894 h                           | 4,309 km                                | 71                                      | 157,109 km/h                            | 5. November                             | São Paulo                               |
| 41  | 2024 | Max Verstappen                          | Red Bull                                | Red Bull Powertrains                    | P                                       | 2:06:54,430 h                           | 4,309 km                                | 69                                      | 140,469 km/h                            | 3. November                             | São Paulo                               |

Rekordsieger
Fahrer: Michael Schumacher (4), Lewis Hamilton / Sebastian Vettel / Max Verstappen (je 3)
Fahrernationen: Deutschland (9), Großbritannien (8), Brasilien (7)
Konstrukteure: Ferrari (9), McLaren (8), Red Bull (7)
Motorenhersteller: Mercedes (11), Ferrari / Renault (je 9)
Reifenhersteller: Goodyear (14), Pirelli (13)